# Campeonato Europeo de Triatlón de Velocidad
El Campeonato Europeo de Triatlón de Velocidad es la máxima competición a nivel europeo de triatlón de velocidad. Es organizado desde 2016 por la Unión Europea de Triatlón.

## Ediciones
| N.º  | Año  | Sede        | País     |
| ---- | ---- | ----------- | -------- |
| I    | 2016 | Châteauroux | Francia  |
| II   | 2017 | Düsseldorf  | Alemania |
| III  | 2018 | Tartu       | Estonia  |
| IV   | 2019 | Kazán       | Rusia    |
| V    | 2021 | Kitzbühel   | Austria  |
| VI   | 2022 | Olsztyn     | Polonia  |
| VII  | 2023 | Balıkesir   | Turquía  |
| VIII | 2024 | Balıkesir   | Turquía  |

## Palmarés

### Masculino
| N.º  | Año  | Sede                     | Oro                        | Plata                        | Bronce                        |
| ---- | ---- | ------------------------ | -------------------------- | ---------------------------- | ----------------------------- |
| I    | 2016 | Châteauroux ( Francia)   | Vincent Luis Francia       | Rostislav Pevtsov Azerbaiyán | Grant Sheldon Reino Unido     |
| II   | 2017 | Düsseldorf · ( Alemania) | João Pereira Portugal      | Pierre Le Corre Francia      | João Silva Portugal           |
| III  | 2018 | Tartu ( Estonia)         | Richard Varga · Eslovaquia | Uxío Abuín · España          | Roberto Sánchez · España      |
| IV   | 2019 | Kazán · ( Rusia)         | Gordon Benson Reino Unido  | Samuel Dickinson Reino Unido | Rostislav Pevtsov Azerbaiyán  |
| V    | 2021 | Kitzbühel · ( Austria)   | Max Studer · Suiza         | Antonio Serrat · España      | Hayden Wilde Nueva Zelanda    |
| VI   | 2022 | Olsztyn · ( Polonia)     | Valentin Wernz · Alemania  | Barclay Izzard Reino Unido   | Anthony Pujades Francia       |
| VII  | 2023 | Balıkesir ( Turquía)     | Ricardo Batista Portugal   | Lasse Priester · Alemania    | Richard Murray · Países Bajos |
| VIII | 2024 | Balıkesir ( Turquía)     | Nicola Azzano · Italia     | Euan De Nigro · Italia       | Maxime Fluri · Suiza          |

### Femenino
| N.º  | Año  | Sede                     | Oro                         | Plata                            | Bronce                             |
| ---- | ---- | ------------------------ | --------------------------- | -------------------------------- | ---------------------------------- |
| I    | 2016 | Châteauroux ( Francia)   | Lucy Hall Reino Unido       | Jessica Learmonth Reino Unido    | Cassandre Beaugrand Francia        |
| II   | 2017 | Düsseldorf · ( Alemania) | Laura Lindemann · Alemania  | Jolanda Annen · Suiza            | Vendula Frintová · República Checa |
| III  | 2018 | Tartu ( Estonia)         | Sophie Coldwell Reino Unido | Alexandra Razariónova · Rusia    | Kaidi Kivioja Estonia              |
| IV   | 2019 | Kazán · ( Rusia)         | Julie Derron · Suiza        | Petra Kuříková · República Checa | Tamara Gómez · España              |
| V    | 2021 | Kitzbühel · ( Austria)   | Laura Lindemann · Alemania  | Valentina Riasova · Rusia        | Léonie Périault Francia            |
| VI   | 2022 | Olsztyn · ( Polonia)     | Nina Eim · Alemania         | Lena Meißner · Alemania          | Cathia Schär · Suiza               |
| VII  | 2023 | Balıkesir ( Turquía)     | Mathilde Gautier Francia    | Selina Klamt · Alemania          | Jessica Fullagar Reino Unido       |
| VIII | 2024 | Balıkesir ( Turquía)     | Sandra Dodet Francia        | Marlene Gomez-Göggel · Alemania  | Zuzana Michaličková · Eslovaquia   |

## Medallero
- Actualizado hasta Balıkesir 2024 (prueba élite individual).

| Núm. | País            | Oro | Plata | Bronce | Total |
| ---- | --------------- | --- | ----- | ------ | ----- |
| 1    | Alemania        | 4   | 4     | 0      | 8     |
| 2    | Reino Unido     | 3   | 3     | 2      | 8     |
| 3    | Francia         | 3   | 1     | 3      | 7     |
| 4    | Suiza           | 2   | 1     | 2      | 5     |
| 5    | Portugal        | 2   | 0     | 1      | 3     |
| 6    | Italia          | 1   | 1     | 0      | 2     |
| 7    | Eslovaquia      | 1   | 0     | 1      | 2     |
| 8    | España          | 0   | 2     | 2      | 4     |
| 9    | Rusia           | 0   | 2     | 0      | 2     |
| 10   | Azerbaiyán      | 0   | 1     | 1      | 2     |
| 10   | República Checa | 0   | 1     | 1      | 2     |
| 12   | Estonia         | 0   | 0     | 1      | 1     |
| 12   | Nueva Zelanda   | 0   | 0     | 1      | 1     |
| 12   | Países Bajos    | 0   | 0     | 1      | 1     |
|      | TOTAL           | 16  | 16    | 16     | 48    |